# Xã Rich, Michigan
Xã Rich (tiếng Anh: Rich Township) là một xã thuộc quận Lapeer, tiểu bang Michigan, Hoa Kỳ. Năm 2010, dân số của xã này là 1.623 người.